# Губин (Волынская область)
Губин (укр. Губин) — село в Затурцевской сельской общине Владимирского района Волынской области Украины.
До 2020 года входило в Локачинский район.
Код КОАТУУ — 0722481202. Население по переписи 2001 года составляет 694 человека. Почтовый индекс — 45513. Телефонный код — 3374. Занимает площадь 0,7 км².